# 薛瑞鹏
薛瑞鹏（1988年3月20日—），山西应县人，中国男子游泳运动员。
2008年北京奥运会中国体育代表团成员，主攻蛙泳。

## 运动经历
- 1995年 大同市游泳运动学校[2]
- 1998年 山西省游泳队 教练鲁永明
- 2006年 国家游泳集训队 教练叶瑾

## 主要成绩
- 2005年 全国运动会 200米蛙泳 第三名[3]
- 2007年 全国游泳冠军赛 200米蛙泳 第二名
- 2007年 全国大学生运动会 200米蛙泳 第一名[4]
- 2007年 全国游泳锦标赛 200米蛙泳 第一名
- 2008年 全国游泳锦标赛 200米蛙泳 第一名